# Лорх (Райнгау)
Лорх (нем. Lorch) — город в Германии, в земле Гессен. Подчинён административному округу Дармштадт. Входит в состав района Райнгау-Таунус.  Население составляет 3818 человек (на 31 декабря 2010 года). Занимает площадь 54 км². Официальный код — 06 4 39 010.
Город подразделяется на 3 городских района.

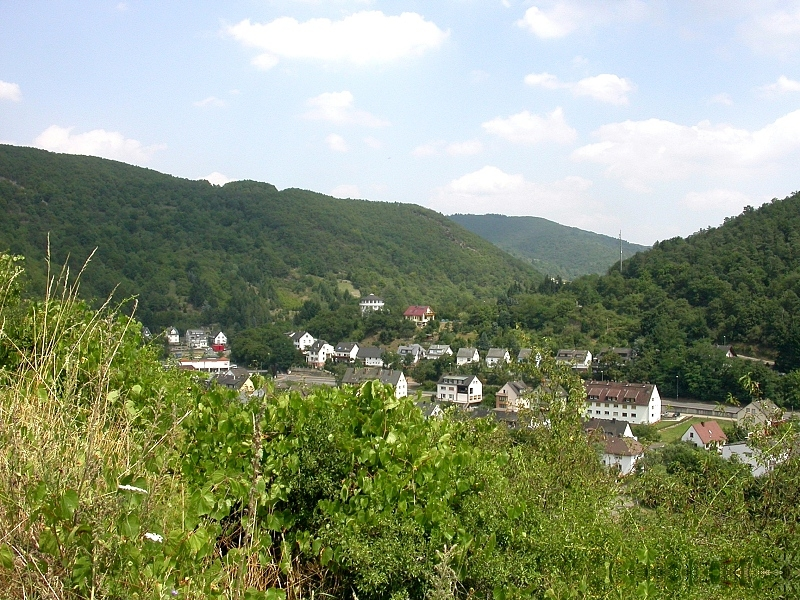
Лорх (Райнгау)